# Chelonus hoffezi
Chelonus hoffezi is een vliesvleugelig insect uit de familie van de schildwespen (Braconidae). De wetenschappelijke naam van de soort is voor het eerst geldig gepubliceerd in 2006 door Tobias & Lozan.